# スター・ウォーズの日
スター・ウォーズの日（スター・ウォーズのひ）は、毎年5月4日に行われるジョージ・ルーカス作の『スター・ウォーズ』作品およびメディアフランチャイズを祝う非公式の記念日である。1977年の映画公開以来、メディアやファンたちのあいだで草の根的に急速に広まっていった。
記念日の日付5月4日は、シリーズで有名なフレーズ「フォースと共にあらんことを（May the Force be with you）」の"May the Force"の箇所が、5月4日の英語読み"May the Fourth"と似ているという駄洒落に由来する 。この記念日はルーカスフィルム公認の日ではなかったものの、世界中の多くのファンが5月4日を「スター・ウォーズの日」として祝福するようになっていった。このような記念日の広がりを受け、今では、ルーカスフィルムや親会社ディズニーも、スター・ウォーズの日を毎年恒例の記念日として認知するようになっている。

## 歴史
スター・ウォーズの日が初めて歴史上で言及されたのは、英国でマーガレット・サッチャーが英国の首相に選出された翌日の1979年5月4日である。サッチャー率いる保守党が、『ロンドン・イブニング・ニュース』紙に「5月4日にフォースと共にあらんことを、おめでとう（May the Fourth Be with You, Maggie. Congratulations.）」と祝辞広告を掲載したのが始まりと言われている。
1988年の『あひるのおばけ』のエピソード「The Vampire Strikes Back（ヴァンパイアの逆襲）」で、宇宙を旅するスーパーヒーローのトレメンダス・テランス（TremendousTerrance）がダッキュラ伯爵（Duckula）に日付を尋ね、ダッキュラは「5月4日だ（May the Fourth）」と答える。その後、テランスが出発するとき、ダッキュラが5月4日（May the Fourth）を交えて「フォースと共にあらんことを（May the Fourth Be with You）」と言うシーンがある。
May the Fourth be with youは、1994年5月4日に英国議会の防衛討論会で使用された。
天体物理学者で作家のジャン・カベロスは、1999年の著書『スターウォーズの科学』の94ページでMay the Fourth be with youを引用している。
2008年には、ルーク・スカイウォーカー・デーを祝う最初のFacebookグループ内が作成され、そのグループ内でMay the Fourth be with youのフレーズが使われた。
2011年には、カナダのオンタリオ州トロントにある映画館トロント・アンダーグラウンド・シネマ（Toronto Underground Cinema）で最初のスター・ウォーズ・デーを祝う組織的なお祭りが開催された。これはショーン・ウォードとアリス・クインが主催したイベントで、旧三部作にまつわるトリビアゲームショーも開催された。その他にも、有名人審査員によるコスチュームコンテストが行われ、またファン作成のトリビュート映像、マッシュアップ動画、パロディー作品、リミックス映像などが大画面で上映された。2012年5月4日金曜日に同イベントの第二回目も開催された。
ボリス・ジョンソンのような政府関係者の『スター・ウォーズ』ファンもソーシャルメディアやテレビなどさまざまな方法で「スター・ウォーズの日」を祝っている。
2013年以降、ウォルトディズニーカンパニーもディズニーランドとウォルトディズニーワールドなどで『スター・ウォーズ』関連のイベントを行い、スター・ウォーズの日を公式に祝うようになっている。なお、ディズニーは2012年後半に『スター・ウォーズ』の権利を含み、ルーカスフィルムを買収している。テレビアニメシリーズ『クローンウォーズ』の最終シーズン（シーズン7）の最終話が、2020年5月4日にディズニー+で利用可能になった。同じく5月4日に、『スターウォーズ：スカイウォーカーの夜明け』や、『ディズニーギャラリー/スター・ウォーズ：マンダロリアン』（8エピソードのドキュメンタリーシリーズ）も、ディズニー+で利用可能になった。2021年には、アニメシリーズ、『スターウォーズ：バッドバッチ』も5月4日にディズニー+で初公開された。
トレドマッドヘンズやダーラムブルズなどのマイナーリーグベースボールチームは、「スター・ウォーズの日」のプロモーションの一環としてチューバッカやR2-D2柄の特別なユニフォームを着用したことがある。
2015年の「スター・ウォーズの日」には、国際宇宙ステーションの宇宙飛行士が『スター・ウォーズ』を鑑賞した。
また、2015年5月4日には、カナダのオタワにある国会議事堂の平和の塔内にあるカリヨンの鐘が、宇宙関連の曲と合わせて「スター・ウォーズ」の「帝国の行進」のテーマを奏でた。
2025年、ホワイトハウスは、トランプ大統領が赤いライトセーバーを持つ画像を、リベラル派をシスになぞらえて批判するコメントと共にX（旧ツイッター）に投稿した。

## その他のスター・ウォーズ関連の記念日

### 5日/6日の復讐（Revenge of the Fifth/Sixth）
5月4日の翌日5月5日（May the Fifth）を『スターウォーズエピソード3/シスの復讐（Star Wars Episode III-Revenge of the Sith）』と関連付け「5日の復讐（Revenge of the Fifth）」とし、ジェダイではなく悪役であるシスの暗黒卿やダークサイドのキャラクターを祝う人もいる。 
しかし、翌日5月6日（May the Sixth）の方が「シス」と語の響きが似ているため「シス」を祝う日として相応しい、と主張するファンもいる。また、6日は旧三部作のエピソード6と同じ数字であり、「6日の帰還（Return of the Sixth）」として、『スター・ウォーズ エピソード6/ジェダイの帰還（Star Wars: Episode VI Return of the Jedi）』と関連づけるべきだというファンも存在する。   

### 5月25日
ロサンゼルス市議会は『スター・ウォーズ』シリーズ公開30周年を記念して、2007年5月25日に、5月25日をスター・ウォーズの日とすると宣言した。  なお5月25日は、スター・ウォーズの第一作目が公開された日だけではなく、『銀河ヒッチハイク・ガイド』に登場する「タオルの日」、また「ディスクワールド」に関連した日でもあるため、ギークカルチャーを祝うギークプライドデー（Geek Pride Day）としても認知されている。  『ハン・ソロ/スター・ウォーズ・ストーリー』も、『スター・ウォーズ』公開から41年後の5月25日に公開された。 